# Стороженко, Павел Петрович
Павел Петрович Стороженко (23 июня 1928 — 13 мая 1997) — советский арматурщик, бригадир строительной бригады треста «Коммунарскстрой». Заслуженный строитель Украинской ССР. За успехи в семилетку удостоен звания Герой Социалистического Труда (1966).

## Биография
Родился 23 июня 1928 года в селе Широкая Гребля Хмельницкого района Винницкой области в семье хлеборобов.
В 1947 году окончил в ФЗУ № 40 в  Ворошиловске, получив профессию арматурщика.
Работал в строительном тресте «Ворошилов- и Коммунарскстрой», освоил ряд смежных строительных профессий, стал руководителем передовой комплексной бригады.
Бригада П. П. Стороженко активно участвовала в восстановлении города, разрушенного немецко-фашистскими оккупантами, отличилась на строительстве крупнейшего в Европе стана «600».
в 1966 году Указом Президиума Верховного Совета СССР «за выдающиеся успехи, достигнутые в выполнении заданий семилетнего плана по капитальному строительству», П. П. Стороженко присвоено звание Героя Социалистического Труда с вручением ордена Ленина и золотой медали «Серп и Молот».
Избирался депутатом городского Совета народных депутатов, членом областного комитета, в 1971 году был делегатом XXIV съезда КПСС.
В 1988 году вышел на пенсию, но продолжал работать мастером производственного обучения в ПТУ № 40 которое сорок лет назад окончил сам.
Умер в 1997 году.

## Награды и признание
Герой Социалистического Труда (1966), Заслуженный строитель Украинской ССР. 
Награждён орденом Трудового Красного Знамени (1971), медалями «За трудовое отличие» (1954) и «За трудовую доблесть» (1969).
Почётный гражданин Алчевска. Его имя внесено в сборник «Памятные события трудового подвига Луганщины».